# Onychomys torridus
Onychomys torridus är en däggdjursart som först beskrevs av Elliott Coues 1874. Onychomys torridus ingår i släktet gräshoppsmöss, och familjen hamsterartade gnagare. IUCN kategoriserar arten globalt som livskraftig. Inga underarter finns listade i Catalogue of Life.

## Utseende
Denna gnagare blir 9 till 13 cm lång (huvud och bål) och väger cirka 22 g. Svansen är med en längd av 3 till 6 cm kort för en gräshoppsmus och den liknar en klubba i formen. Den täta pälsen är på ovansidan kanelfärgad med gråa och rosa skuggor. Det finns en tydlig gräns mot den vita undersidan. Även svansens främre del är på ovansidan brun och på undersidan vit. Dessutom har svansens spets en vit färg.

## Utbredning och habitat
Arten lever i sydvästra USA (Nevada, Kalifornien, Arizona) och nordvästra Mexiko. Den vistas i halvöknar med glest fördelade buskar och i klippiga områden.

## Ekologi
Denna gnagare är främst nattaktiv och den håller ingen vinterdvala. Individerna vilar i underjordiska bon som ofta skapades av ett annat djur.
Onychomys torridus har främst leddjur som skalbaggar, gräshoppor och skorpioner som föda. Ibland äts andra gnagare av släktena hjortråttor, fickspringmöss eller åkersorkar och i vissa fall även växtdelar. Kannibalism är inte ovanlig hos arten. Det gäller främst för exemplar som är stressade eller efter längre tider av matbrist. Skorpioner angrips i början med flera bett i svansen och sedan attackeras huvudet. Även när gnagaren får ett stick med gifttaggen i ansiktet fortsätter attackerna. Enligt undersökningar finns en mekanism som förhindrar att smärtan vidarebefordras till hjärnan.
När honan inte är brunstig lever individerna vanligen ensamma, men ibland syns en hane och en hona längre tider ihop. Onychomys torridus har ett typiskt ylande läte för att markera reviret eller ett byte. Det påminner i viss mån om vargens ylande och kan höras av människor på över 100 meters avstånd. Gnagaren intar även en position som påminner om vargen när den skriker med vikten på bakbenen och nosen uppåt.
Honor kan para sig hela året men de flesta ungar föds under senvåren eller under sommaren. Per år föds upp till 6 kullar med 1 till 6 ungar per kull. Honan är dräktig 26 till 35 dagar och de nyfödda ungarna är blinda. Ungarna öppnar sina ögon efter två veckor och de diar sin mor cirka tre veckor. Könsmognaden infaller efter cirka 40 dagar. Enstaka individer blev i fångenskap 4,6 år gamla. Tre dagar efter födelsen deltar även fadern i ungarnas uppfostran. Han vårdar ungarnas päls och ger kroppsvärme.